# Boris Pavić
Boris Pavić (Sinj, 4. prosinca 1973.) hrvatski nogometni trener i bivši nogometaš. Trenutačno je bez kluba.

## Karijera

### Igračka karijera
Nakon početaka u sinjskom Junaku igrao je za brojne hrvatske i inozemne klubove. Igrao je u Rusiji, Australiji te Bosni i Hercegovini. Seniorsku je karijeru završio 
2011. u Hrvacama.

### Trenerska karijera
Nakon igračke karijeru bavi se trenerskim poslom. Bio je pomoćnik Milu Nižetiću u Junaku, a samostalno je radio u Hrvacama, Glavicama i OSK-u. Od siječnja do studenog 2015. vodio je zenički Čelik. Početkom 2016. vodio je Junak, a od lipnja do listopada 2016. trener je Viteza.
Dana 17. prosinca 2018. imenovan je trenerom Solina.
Preuzeo je momčad nogometnog trećeligaša Sloge iz Mravinaca 12. listopada 2020.